# Perigrapha plumbeata
Perigrapha plumbeata är en fjärilsart som beskrevs av Márton Hreblay och Ronkay 1998. Perigrapha plumbeata ingår i släktet Perigrapha och familjen nattflyn. Inga underarter finns listade i Catalogue of Life.